# Distrito de San Isidro (Huaytará)
El distrito de San Isidro es uno de los es uno de los dieciséis distritos que conforman la provincia de Huaytará, ubicada en el departamento de Huancavelica, bajo la administración del Gobierno regional de Huancavelica, en la zona de los Andes centrales del Perú.
Desde el punto de vista jerárquico de la Iglesia católica, forma parte de la diócesis de Huancavelica.

## Historia
Fue creado mediante Ley N.º 12381 del 25 de julio de 1955; en el gobierno del Presidente Manuel A. Odría.

## Geografía
Abarca una superficie de 174,95 km², su capital es el pueblo de San Juan de Huirpacancha

## Autoridades

### Municipales
- 2019 -  2022
- alcalde : HERNAN GUSTAVO ESPINO HUAMANI
- regidor: 1. ADRIEL MAXIMO MALDONADO QUISPE
- regidor: 2. ELMER IVAN JUAREZ GERONIMO
- regidor: 3. MAYRA YUPANQUI VARGAS
- regidor: 4. YELIS ALEX ALEJO CORONADO
- regidor: 5. AGUADO MALLMA LUIS NIKSON
- 2015 -  2018

alcalde : QUISPE GARCIA JOSE MANUEL
- 2011 - 2014[2][3]
  - Alcalde: Luis Renán Huarcaya Alvites, del Proyecto integracionista de Comunidades Organizadas (PICO).
  - Regidores: Santos Efraín Huamani Alvites PTCO), Gabino Hernán Alejo Juscamayta (PICO), Javier Aníbal Pérez Valencia (PICO). Lourdes Jhovana Huamaní (PICO), Antonio Yupanqui Alvites, (Partido Acción Popular).[4]
- 2007-2010[5]
  - Alcalde: Luis Renán Huarcaya Alvites, Movimiento regional Ayni.

### Policiales
- Comisario:  PNP.

### Religiosas
- Diócesis de Huancavelica[6]
  - Obispo de Huancavelica: Monseñor Isidro Barrio Barrio.[7]